# Glomomidiella
Glomomidiella es un género de foraminífero bentónico de la subfamilia Neodiscinae, de la familia Neodiscidae, de la superfamilia Cornuspiroidea, del suborden Miliolina y del orden Miliolida. Su especie tipo es Glomomidiella nestellorum. Su rango cronoestratigráfico abarcaba desde el Capitaniense (Pérmico medio) hasta el Changshingiense (Pérmico superior).

## Clasificación
Glomomidiella incluye a la siguiente especie:
- Glomomidiella nestellorum †